# Szent Gellért tér (Budapests tunnelbana)

Szent Gellért tér är en tunnelbanestation på linje M4 i Budapests tunnelbanesystem som invigdes i mars 2014. Den ligger i närheten av det kända badhuset Gellértbadet samt Budapests teknologiska och ekonomiska universitet. Stationen har konstnärlig utsmyckning gjord av Komoróczky Tamás. Flera av Budapests spårvägslinjer ansluter.

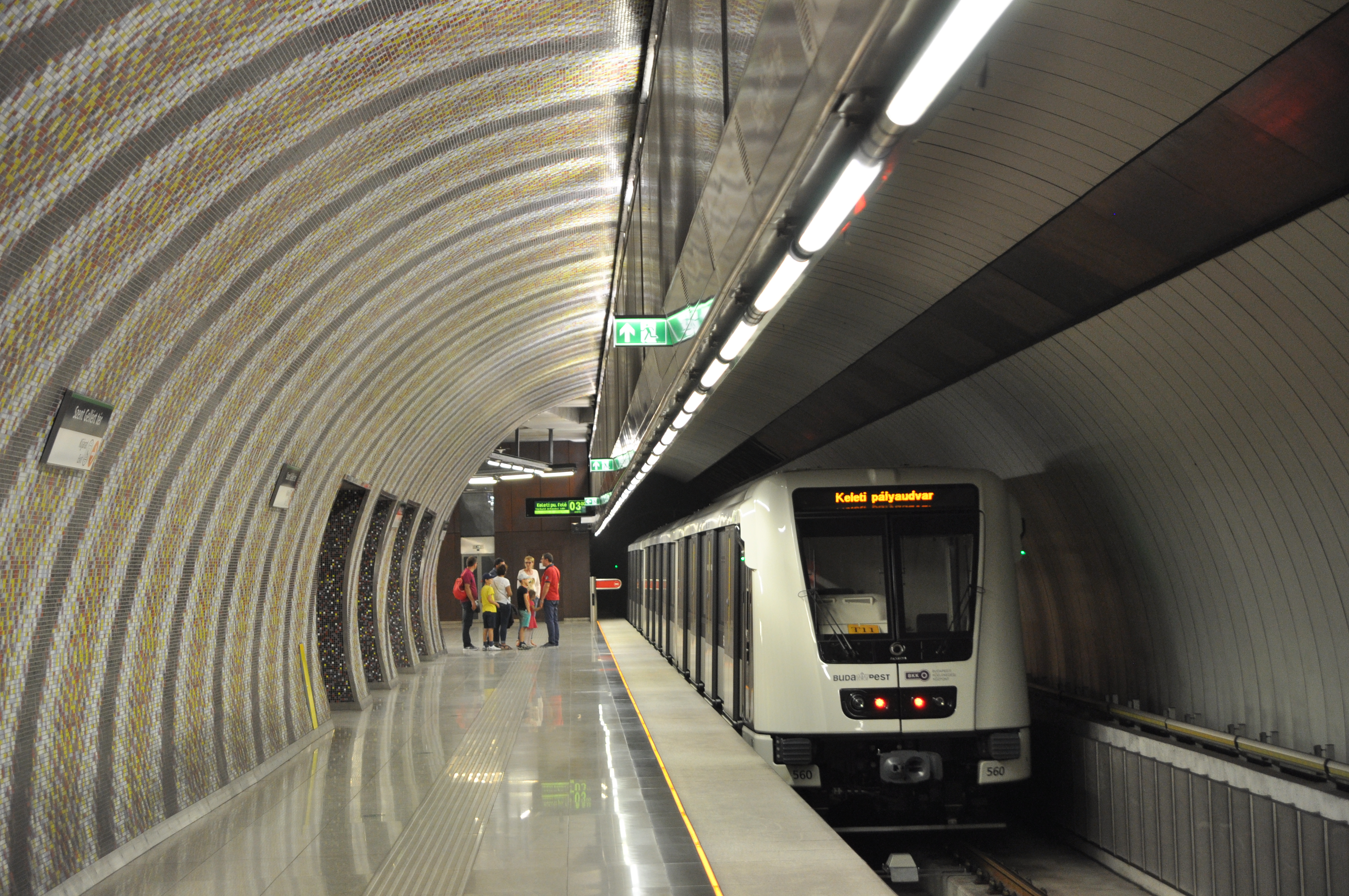
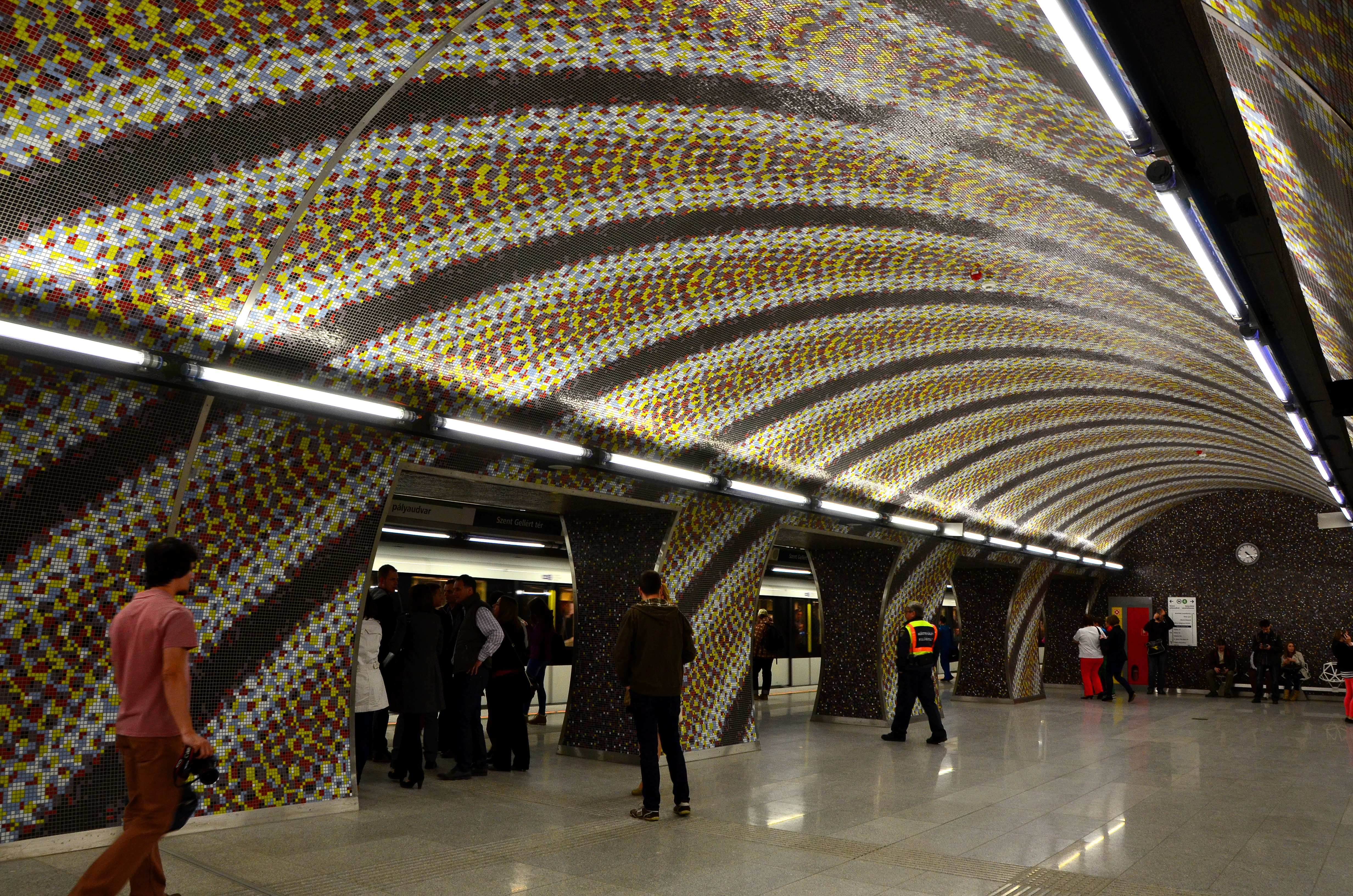
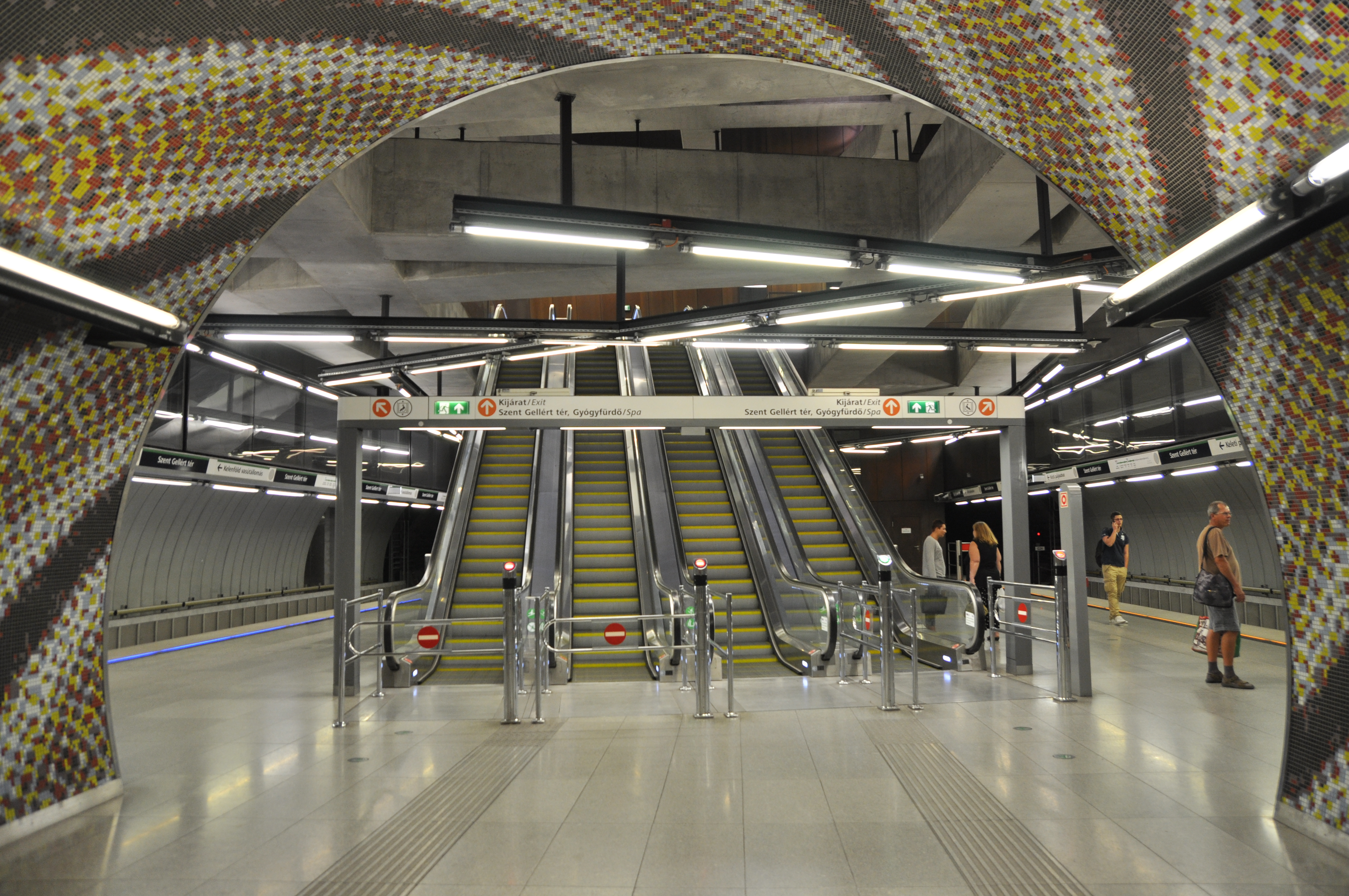
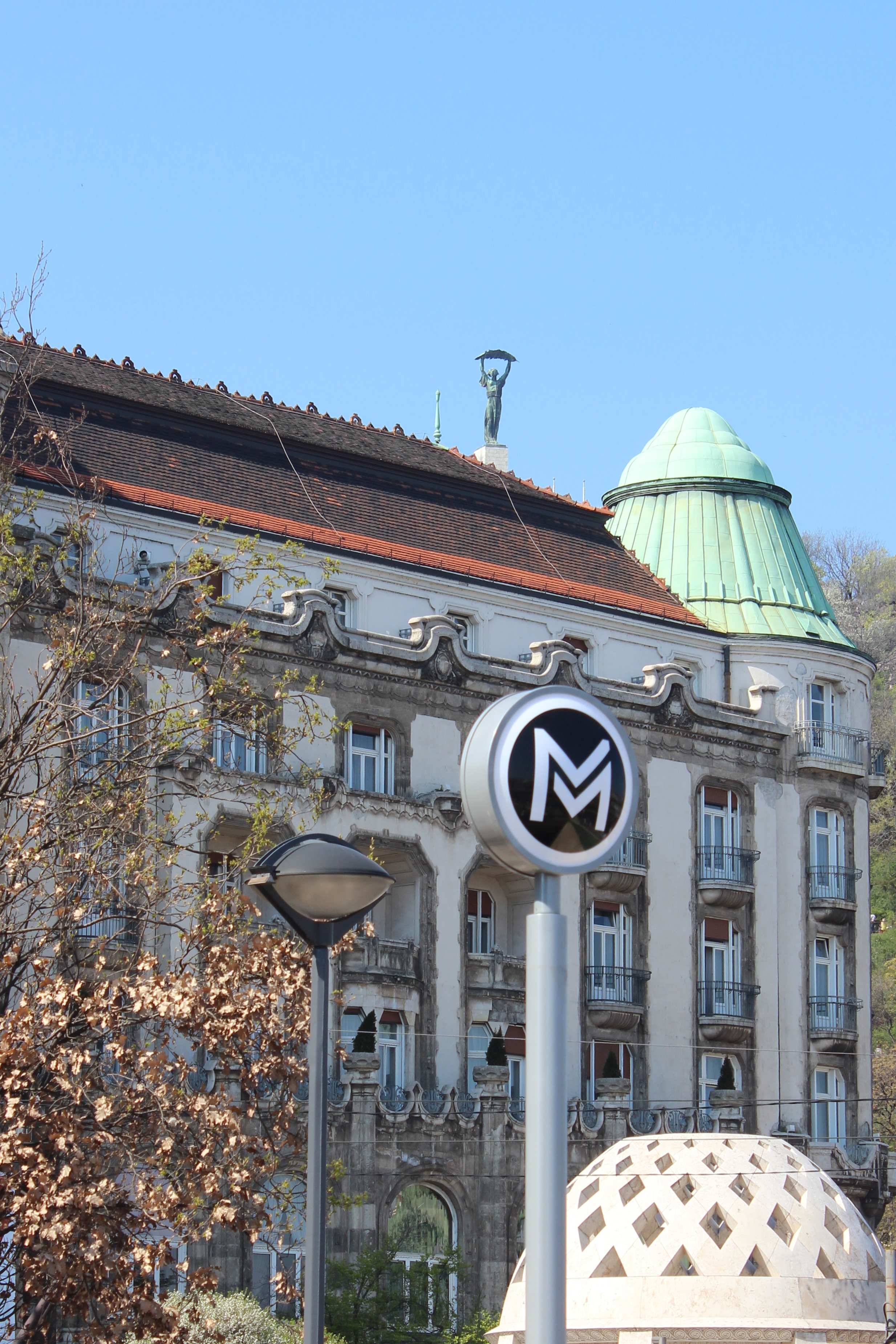